# توماس فرانسيس الأصغر
توماس فرانسيس الأصغر (بالإنجليزية: Thomas Francis Jr)‏ ـ (15 يوليو 1900 ـ 1 أكتوبر 1969) هو طبيب وعالم فيروسات وعالم وبائيات أمريكي، كان أول من تمكن من عزل فيروس الإنفلونزا في الولايات المتحدة الأمريكية، كما اكتشف في سنة 1940 وجود سلالات أخرى من الإنفلونزا، وشارك في تطوير لقاحات ضد الإنفلونزا. حصل على جائزة لاسكر سنة 1947، اعترافًا بإسهاماته المميزة في الوصول إلى فهم أفضل للإنفلونزا.